# Qatar i olympiska sommarspelen 1996
Qatar deltog i de olympiska sommarspelen 1996 med en trupp bestående av 12 deltagare, men ingen av landets deltagare erövrade någon medalj.

## Friidrott
Herrarnas 4 x 400 meter stafett
- Mubarak Faraj, Ali Doka, Sami al-Abdulla och Hamad al-Dosari
  - Heat — 3:08,25 (→ gick inte vidare)

Herrarnas 400 meter häck
- Mubarak Faraj
  - Heat — 49,27s (→ gick inte vidare)

Herrarnas 3 000 meter hinder
- Jamal Abdi Hassan
  - Heat — 8:36,99
  - Semifinal — 8:36,40 (→ gick inte vidare)